# 谷口大典
谷口 大典（たにぐち だいすけ）は、日本の実業家である。株式会社サンフローラ役員であり社主（オーナー）。父は株式会社サンフローラの創業者であり、初代代表取締役社長・初代社主（オーナー）の谷口明。